# Kanton Guîtres
Guîtres is een voormalig kanton van het Franse departement Gironde. Het kanton maakte  deel uit van het arrondissement Libourne. Het kanton werd opgeheven bij decreet van 20 februari 2014, met uitwerking op 22 maart 2015. Alle gemeenten werden opgenomen in het nieuwe kanton Le Nord-Libournais.

## Gemeenten
Het kanton Guîtres omvatte de volgende gemeenten:
- Bayas
- Bonzac
- Guîtres (hoofdplaats)
- Lagorce
- Lapouyade
- Maransin
- Sablons
- Saint-Ciers-d'Abzac
- Saint-Denis-de-Pile
- Saint-Martin-de-Laye
- Saint-Martin-du-Bois
- Savignac-de-l'Isle
- Tizac-de-Lapouyade